# Campeonato Africano de Atletismo de 2016
A 20ª edição do Campeonato Africano de Atletismo foi organizado pela Confederação Africana de Atletismo no período de 22 de junho a 26 de junho de 2016 no Kings Park Stadium, em Durban, na África do Sul. Foram disputadas 44 provas, com a presença de 720 atletas de 43 nacionalidades, tendo como destaque o país anfitrião com 33 medalhas sendo 16 de ouro. 

## Medalhistas
Esses foram os resultados do campeonato. 

### Masculino
| Evento                           | Ouro                                                                                  | Ouro      | Prata                                                                                               | Prata    | Bronze                                                                           | Bronze   |
| -------------------------------- | ------------------------------------------------------------------------------------- | --------- | --------------------------------------------------------------------------------------------------- | -------- | -------------------------------------------------------------------------------- | -------- |
| 100 metros detalhes              | Ben Youssef Meïté · Costa do Marfim                                                   | 9.95      | Mosito Lehata · Lesoto                                                                              | 10.04    | Akani Simbine · África do Sul                                                    | 10.05    |
| 200 metros detalhes              | Wayde van Niekerk · África do Sul                                                     | 20.02     | Adama Jammeh · Gâmbia                                                                               | 20.45    | Emmanuel Matadi · Libéria                                                        | 20.55    |
| 400 metros detalhes              | Baboloki Thebe · Botswana                                                             | 44.70     | Karabo Sibanda · Botswana                                                                           | 45.40    | Chidi Okezie · Nigéria                                                           | 45.80    |
| 800 metros detalhes              | Nijel Amos · Botswana                                                                 | 1:45.11   | Jacob Rozani · África do Sul                                                                        | 1:45.38  | Reinhardt van Rensburg · África do Sul                                           | 1:46.15  |
| 1 500 metros detalhes            | Fouad Elkaam · Marrocos                                                               | 3:39.49   | Timothy Cheroiyet · Quênia                                                                          | 3:39.71  | Vincent Letting · Quênia                                                         | 3:40.78  |
| 5 000 metros detalhes            | Douglas Kipserem · Quênia                                                             | 13:13.35  | Elroy Gelant · África do Sul                                                                        | 13:15.13 | Mangata Ndiwa · Quênia                                                           | 13:16.85 |
| 10 000 metros detalhes           | Stephen Mokoka · África do Sul                                                        | 28:02.97  | Wilfred Kimitei · Quênia                                                                            | 28:03.18 | Namakwe Nkhasi · Lesoto                                                          | 28:06.33 |
| 110 metros barreiras detalhes    | Antonio Alkana · África do Sul                                                        | 13.43     | Tyron Akins · Nigéria                                                                               | 13.74    | Mohamed Koussi · Marrocos                                                        | 13.94    |
| 400 metros barreiras detalhes    | Boniface Mucheru Tumuti · Quênia                                                      | 49.20     | Amadou Ndiaye · Senegal                                                                             | 49.40    | Haron Koech · Quênia                                                             | 49.40    |
| 3 000 metros obstáculos detalhes | Chala Beyo · Etiópia                                                                  | 8:21.02   | Tolosa Nurgi · Etiópia                                                                              | 8:22.79  | Abraham Kibiwott · Quênia                                                        | 8:24.19  |
| 4×100 metros estafetas detalhes  | África do Sul · Emile Erasmus · Wayde van Niekerk · Tlotliso Leotlela · Akani Simbine | 38.84     | Costa do Marfim · Arthur Gué Cissé · Hua Wilfried Koffi · Émilien Tchan Bi Chan · Ben Youssef Meïté | 38.98    | Zâmbia · Hazemba Chidamba · Brian Kasinda · Titus Kafunda Mukhala · Sydney Siame | 39.77    |
| 4×400 metros estafetas detalhes  | Botswana · Karabo Sibanda · Baboloki Thebe · Onkabetse Nkobolo · Leaname Maotoanong   | 3:02.20   | Quênia · Boniface Mucheru · Alphas Kishoyian · Boniface Mweresa · Haron Koech                       | 3:04.25  | África do Sul · Jon Seeliger · Shaun de Jager · Ofentse Mogawane · LJ van Zyl    | 3:04.73  |
| 20 km marcha detalhes            | Samuel Ireri Gathimba · Quênia                                                        | 1:19:24 , | Hassanine Sebei · Tunísia                                                                           | 1:20:57  | Lebogang Shange · África do Sul                                                  | 1:21:41  |
| Salto em altura detalhes         | Mathieu Sawe · Quênia                                                                 | 2.21      | Keagan Fourie · África do Sul                                                                       | 2.18     | Fernand Djoumessi · Camarões                                                     | 2.15     |
| Salto com vara detalhes          | Hichem Khalil Cherabi · Argélia                                                       | 5.30 m    | Mohamed Romdhana · Tunísia                                                                          | 5.20 m   | Jordan Yamoah · Gana                                                             | 5.00 m   |
| Salto em distância detalhes      | Ruswahl Samaai · África do Sul                                                        | 8.40      | Luvo Manyonga · África do Sul                                                                       | 8.23     | Ruri Rammkolodi · Botswana                                                       | 7.90     |
| Salto triplo detalhes            | Tosin Oke · Nigéria                                                                   | 17.13     | Fabrice Zango · Burquina Fasso                                                                      | 16.81    | Khotso Mokoena · África do Sul                                                   | 16.77    |
| Arremesso de peso detalhes       | Jaco Engelbrecht · África do Sul                                                      | 20.00     | Franck Elemba · República do Congo                                                                  | 19.89    | Stephen Mozia · Nigéria                                                          | 19.84    |
| Lançamento de disco detalhes     | Russell Tucker · África do Sul                                                        | 61.44     | Stephen Mozia · Nigéria                                                                             | 59.16    | Dewaald Van Heerden · África do Sul                                              | 58.44    |
| Lançamento de martelo detalhes   | Eslam Ahmed Taha Ibrahim · Egito                                                      | 68.92     | Chris Harmse · África do Sul                                                                        | 67.67    | Tshepang Makhethe · África do Sul                                                | 65.54    |
| Lançamento de dardo detalhes     | Phil-Mar van Rensburg · África do Sul                                                 | 76.04     | John Ampomah · Gana                                                                                 | 75.22    | Alex Kiprotich · Quênia                                                          | 74.08    |
| Decatlo detalhes                 | Fredriech Pretorius · África do Sul                                                   | 7780      | Atsu Nyamadi · Gana                                                                                 | 7501     | Ali Kame · Madagáscar                                                            | 6892     |

### Feminino
| Evento                           | Ouro                                                                              | Ouro      | Prata                                                                               | Prata    | Bronze                                                                                 | Bronze   |
| -------------------------------- | --------------------------------------------------------------------------------- | --------- | ----------------------------------------------------------------------------------- | -------- | -------------------------------------------------------------------------------------- | -------- |
| 100 metros detalhes              | Murielle Ahouré · Costa do Marfim                                                 | 10.99     | Carina Horn · África do Sul                                                         | 11.07    | Marie Josée Ta Lou · Costa do Marfim                                                   | 11.15    |
| 200 metros detalhes              | Marie Josee Ta Lou · Costa do Marfim                                              | 22.81     | Alyssa Conley · África do Sul                                                       | 22.84    | Gina Bass · Gâmbia                                                                     | 22.92    |
| 400 metros detalhes              | Kabange Mupopo · Zâmbia                                                           | 51.56     | Margaret Wambui · Quênia                                                            | 52,24    | Patience Okon George · Nigéria                                                         | 52.33    |
| 800 metros detalhes              | Caster Semenya · África do Sul                                                    | 1:58.20   | Malika Akkaoui · Marrocos                                                           | 2:00.24  | Emily Cherotich · Quênia                                                               | 2:00.70  |
| 1 500 metros detalhes            | Caster Semenya · África do Sul                                                    | 4:01.99   | Rabab Arafi · Marrocos                                                              | 4:03.95  | Adanech Anbesa · Etiópia                                                               | 4:05.22  |
| 5 000 metros detalhes            | Sheila Chepkirui · Quênia                                                         | 15:05.45  | Margaret Chelimo · Quênia                                                           | 15:07.56 | Dera Dida · Etiópia                                                                    | 15:15.26 |
| 10 000 metros detalhes           | Alice Aprot · Quênia                                                              | 30:26.94  | Jackline Chepngeno · Quênia                                                         | 31:27.7  | Joyline Jepkosgei · Quênia                                                             | 31:28.3  |
| 100 metros barreiras detalhes    | Claudia Heunis · África do Sul                                                    | 13.35     | Marthe Koala · Burquina Fasso                                                       | 13.36    | Maryke Brits · África do Sul                                                           | 13.47    |
| 400 metros barreiras detalhes    | Wenda Nel · África do Sul                                                         | 54.86     | Maureen Jelegat · Quênia                                                            | 56.12    | Tameka Jameson · Nigéria                                                               | 57.17    |
| 3 000 metros obstáculos detalhes | Norah Jeruto · Quênia                                                             | 9:25.07   | Agnes Chesang · Quênia                                                              | 9:27.22  | Weyneshet Ansa · Etiópia                                                               | 9:39.89  |
| 4×100 metros estafetas detalhes  | África do Sul · Tebogo Mamathu · Alyssa Conley · Tamzin Thomas · Carina Horn      | 43.66     | Gana · Flings Owusu-Agyapong · Gemima Acheampong · Beatrice Gyaman · Janet Amponsah | 44.05    | Costa do Marfim · Adeline Gouenon · Marie-Josée Ta Lou · Nene Kanaté · Murielle Ahouré | 44.29    |
| 4×400 metros estafetas detalhes  | África do Sul · Jeanelle Griesel · Wenda Nel · Justine Palframan · Caster Semenya | 3:28.49   | Nigéria · Omolara Omotosho · Regina George · Yinka Ajayi · Patience Okon George     | 3:29.94  | Quênia · Jacinta Shikanda · Maureen Jelagat · Maureen Thomas · Margaret Wambui         | 3:30.21  |
| 20 km marcha detalhes            | Grace Wanjiru · Quênia                                                            | 1:30:43 , | Yehualeye Beleew · Etiópia                                                          | 1:31:58  | Chahinez Nasri · Tunísia                                                               | 1:34:45  |
| Salto em altura detalhes         | Lissa Labiche · Seicheles                                                         | 1.85 m    | Doreen Amata · Nigéria                                                              | 1.82 m   | Basant Hassan · Egito                                                                  | 1.79 m   |
| Salto com vara detalhes          | Syrine Balti · Tunísia                                                            | 4.00 m    | Dora Mahfoudi · Tunísia                                                             | 3.80 m   | Nisrine Dinar · Marrocos                                                               | 3.60 m   |
| Salto em distância detalhes      | Ese Brume · Nigéria                                                               | 6.57 m    | Joëlle Mbumi Nkouindjin · Camarões                                                  | 6.39 m   | Sarah Ngongoa · Camarões                                                               | 6.34 m   |
| Salto triplo detalhes            | Nadia Eke · Gana                                                                  | 13.42 m   | Joëlle Mbumi Nkouindjin · Camarões                                                  | 13.37 m  | Patience Ntshingila · África do Sul                                                    | 13.24 m  |
| Arremesso de peso detalhes       | Auriol Dongmo · Camarões                                                          | 17.64 m   | Nwanneka Okwelogu · Nigéria                                                         | 17.07 m  | Chioma Onyekwere · Nigéria                                                             | 15.71 m  |
| Lançamento de disco detalhes     | Nwanneka Okwelogu · Nigéria                                                       | 56.75 m   | Chinwe Okoro · Nigéria                                                              | 55.67 m  | Chioma Onyekwere · Nigéria                                                             | 53.91 m  |
| Lançamento de martelo detalhes   | Amy Sène · Senegal                                                                | 68.35 m   | Laetitia Bambara · Burquina Fasso                                                   | 68.12 m  | Sarah Bensaad · Tunísia                                                                | 62.53 m  |
| Lançamento de dardo detalhes     | Sunette Viljoen · África do Sul                                                   | 64.08 m   | Jo-ane Van Dyk · África do Sul                                                      | 56.22 m  | Pascaline Adanhoegbe · Benim                                                           | 54.88 m  |
| Heptatlo detalhes                | Uhunoma Osazuwa · Nigéria                                                         | 6153 pts  | Marthe Koala · Burquina Fasso                                                       | 5952 pts | Elizabeth Dadzie · Gana                                                                | 5730 pts |

## Quadro de medalhas
| Ordem | País               | Medalha de ouro | Medalha de prata | Medalha de bronze | Total |
| ----- | ------------------ | --------------- | ---------------- | ----------------- | ----- |
| 1     | África do Sul      | 16              | 9                | 8                 | 33    |
| 2     | Quênia             | 8               | 8                | 8                 | 24    |
| 3     | Nigéria            | 4               | 5                | 7                 | 15    |
| 4     | Costa do Marfim    | 3               | 1                | 2                 | 6     |
| 5     | Botswana           | 3               | 1                | 1                 | 5     |
| 6     | Gana               | 1               | 3                | 2                 | 6     |
| 6     | Tunísia            | 1               | 3                | 2                 | 6     |
| 8     | Etiópia            | 1               | 2                | 3                 | 6     |
| 9     | Camarões           | 1               | 2                | 2                 | 5     |
| 9     | Marrocos           | 1               | 2                | 2                 | 5     |
| 11    | Senegal            | 1               | 1                | 0                 | 2     |
| 12    | Egito              | 1               | 0                | 1                 | 2     |
| 12    | Zâmbia             | 1               | 0                | 1                 | 2     |
| 14    | Argélia            | 1               | 0                | 0                 | 1     |
| 14    | Seicheles          | 1               | 0                | 0                 | 1     |
| 16    | Burquina Fasso     | 0               | 4                | 0                 | 4     |
| 17    | Gâmbia             | 0               | 1                | 1                 | 2     |
| 17    | Lesoto             | 0               | 1                | 1                 | 2     |
| 19    | República do Congo | 0               | 1                | 0                 | 1     |
| 20    | Benim              | 0               | 0                | 1                 | 1     |
| 20    | Libéria            | 0               | 0                | 1                 | 1     |
| 20    | Madagáscar         | 0               | 0                | 1                 | 1     |

Legenda
| Recorde mundial       | Recorde mundial (World record)               |                       | Recorde africano                      | Recorde africano (African) |                                           | Q | Classificado por posição (Qualified) |
| Recorde do campeonato | Recorde do campeonato (Championship record)  | Recorde da América    | Recorde da América (Americas)         | q                          | Classificado por melhor tempo (Qualified) |   |                                      |
| Melhor marca do ano   | Melhor marca do ano (World leading)          | Recorde asiático      | Recorde asiático (Asian)              | DNS                        | Não largou (Did not start)                |   |                                      |
| Recorde nacional      | Recorde nacional (National record)           | Recorde europeu       | Recorde europeu (European)            | DNF                        | Não terminou (Did not finish)             |   |                                      |
| Recorde pessoal       | Recorde pessoal do atleta (Personal best)    | Recorde da Oceania    | Recorde da Oceania (Oceania)          | DSQ / DQ                   | Desclassificado (Disqualified)            |   |                                      |
| Recorde da temporada  | Recorde da temporada do atleta (Season best) | Recorde sul-americano | Recorde sul-americano (South America) | NM                         | Sem marca (No mark)                       |   |                                      |